# Anopheles hailarensis
Anopheles hailarensis is een muggensoort uit de familie van de steekmuggen (Culicidae). De wetenschappelijke naam van de soort is voor het eerst geldig gepubliceerd in 1998 door Xu & Luo.